# Harrimania maculosa
Harrimania maculosa is een diersoort in de taxonomische indeling van de Hemichordata. Het dier behoort tot het geslacht Harrimania en behoort tot de familie Harrimaniidae. De wetenschappelijke naam van de soort werd voor het eerst geldig gepubliceerd in 1900 door Ritter.